# Stephenia lygus
Stephenia lygus is een vlinder uit de familie van de Nymphalidae. De wetenschappelijke naam van de soort is voor het eerst gepubliceerd in 1875 door Herbert Druce.
De soort komt voor in de savannes en loofbossen van Zuid-Kenia, Tanzania (zeldzaam), Angola, Zuid-Zambia, Namibië, Zimbabwe, Oost-Botswana, Zuid-Afrika en Lesotho.